# Lasippa fuliginosa
Lasippa fuliginosa är en fjärilsart som beskrevs av Moore 1881. Lasippa fuliginosa ingår i släktet Lasippa och familjen praktfjärilar. Inga underarter finns listade i Catalogue of Life.